# Le Soldat chamane
Le Soldat chamane (titre original : The Soldier Son Trilogy) est une série de romans de fantasy écrits par Robin Hobb. Situé dans un univers indépendant de ses précédentes séries, Le Soldat chamane suit la vie de Jamère Burvelle, le second fils d’un nouveau seigneur du royaume de Gernie.

## Résumé
La carrière d’une personne vivant en Gernie est fortement influencée par sa parenté. Les fils nés d’une parenté commune suivront la carrière de leur père. Cependant, pour les fils de nobles, les choses diffèrent : l’aîné hérite du titre de son père, le second sert en tant qu’officier dans l'armée, le troisième entre dans la prêtrise, tandis que le quatrième devient un artiste. Ce déterminisme social se perpétue pour toute la filiation. Les filles sont reléguées à un rôle soumis, étant principalement utilisées pour forger des liens sociaux par mariages arrangés.
Les deux premiers volumes, La Déchirure et Le Cavalier rêveur, concernent l’éducation de Jamère. Jeune garçon, sa position de second fils (le fils soldat) est la base de sa vie. Depuis très tôt, Jamère est entraîné aux techniques de la cavalla (cavalerie) : monter, survivre, appliquer la doctrine militaire ; il doit assimiler tous les aspects de la vie en tant qu’officier dans la cavalla du Roi. En tant que jeune homme, l’éducation de Jamère à l'Académie de la cavalla commence.
Le premier livre est un roman d'initiation, qui suit le narrateur principal, Jamère Burvelle, depuis l'âge de ses huit ans. Il est entrainé, comme tous les garçons de son rang par d'anciens soldats. Mais son père est un ancien militaire, « seigneur des batailles », anobli pour ses exploits sur le champ de bataille ; il sait que l'on apprend beaucoup en connaissant les peuples et coutumes ennemis. Il confie Jamère à Dewara, un nomade d'une tribu, les Kidonas, particulièrement dur à battre et à coloniser. Dewara amènera Jamère à combattre la femme-arbre du peuple des Ocellions (un peuple sylvestre résistant à la colonisation de l'État monarchique dans lequel Jamère a grandi). Ce dernier échoue et retourne dans le domaine de son père, inconscient avec deux entailles à l'oreille (châtiment que Dewara avait annoncé si Jamère échouait). Il ira ensuite après son 18e anniversaire à l'école militaire de la cavalla où il apprendra son métier. Mais les concepts et enseignements de cette école entrent en contradiction avec sa perception naissante nomade ou ocellionne de la vie. Il se rendra compte que l'éducation qu'il a reçue de Dewara et son échec vont le changer définitivement. De plus, étant fils de militaire anobli, il subira l'injustice et l'inégalité face aux fils militaires des anciens nobles.
Les troisième, quatrième et cinquième volumes, Le Fils rejeté, La Magie de la peur et Le Choix du soldat, mènent Jamère à lutter pour trouver sa véritable identité.
Les sixième, septième et huitième livres, Le Renégat, Danse de terreur et Racines, racontent la résolution à la fois de sa lutte interne et de celle entre les deux peuples.

## Thèmes historiques
Le monde dans lequel se déroule Le Soldat chamane est considéré comme un monde post-colonial. Une nation civilisée et belliqueuse, Gernie (qui fait référence à l'Empire espagnol), a décidé d'étendre ses frontières vers l’intérieur des terres après avoir perdu ses côtes face à un ennemi bien supérieur en force navale et grâce à une supériorité technique de leurs canons. Le déplacement à l’intérieur implique la conquête et l'assimilation des autochtones — les hommes des plaines. Cela ne fait qu'une génération ou deux depuis que ce peuple — une claire allégorie aux tribus indiennes d’Amérique — a été forcé à la soumission, et des tensions raciales et culturelles mijotent sous les fastes de la civilisation.
Les plus grands thèmes de la série sont les suivants : des réactions post-coloniales, la perte de l’identité culturelle et le « retour aux sources » — terme appliqué à ceux de nature « civilisée » qui abandonnent leur propre culture et adoptent le style de vie plus « sauvage ».

## Livres
| N° éd. française | Titre français      | Titre original    | Parution originale | Parution française | Parution format poche | L'Intégrale                | L'Intégrale format poche  |
| ---------------- | ------------------- | ----------------- | ------------------ | ------------------ | --------------------- | -------------------------- | ------------------------- |
| 1                | La Déchirure        | Shaman's Crossing | 2005               | 13 octobre 2006    | 11 janvier 2008       | Tome 1 : 7 mars 2012       | Tome 1 : 8 janvier 2014   |
| 2                | Le Cavalier rêveur  | Shaman's Crossing | 2005               | 2 janvier 2007     | 23 avril 2008         | Tome 1 : 7 mars 2012       | Tome 1 : 8 janvier 2014   |
| 3                | Le Fils rejeté      | Forest Mage       | 2006               | 27 novembre 2007   | 25 mars 2009          | Tome 2 : 9 mai 2012        | Tome 2 : 7 mai 2014       |
| 4                | La Magie de la peur | Forest Mage       | 2006               | 15 avril 2008      | 9 septembre 2009      | Tome 2 : 9 mai 2012        | Tome 2 : 7 mai 2014       |
| 5                | Le Choix du soldat  | Forest Mage       | 2006               | 7 novembre 2008    | 10 mars 2010          | Tome 2 : 9 mai 2012        | Tome 2 : 7 mai 2014       |
| 6                | Le Renégat          | Renegade's Magic  | 2007               | 9 mars 2009        | 4 septembre 2010      | Tome 3 : 12 septembre 2012 | Tome 3 : 3 septembre 2014 |
| 7                | Danse de terreur    | Renegade's Magic  | 2007               | 25 novembre 2009   | 12 janvier 2011       | Tome 3 : 12 septembre 2012 | Tome 3 : 3 septembre 2014 |
| 8                | Racines             | Renegade's Magic  | 2007               | 24 mars 2010       | 13 avril 2011         | Tome 3 : 12 septembre 2012 | Tome 3 : 3 septembre 2014 |

Ce cycle a été intégralement traduit par Arnaud Mousnier-Lompré.

## Personnages

### Jamère Burvelle
Jamère est le héros principal de cette histoire, second fils de la famille Burvelle établie à l'Est et en tant que tel promis à devenir soldat. Il a été éduqué depuis sa plus jeune enfance pour devenir Officier de la Cavalla. Il fait tout pour plaire à son père, il cherche à répondre à ses attentes, à lui ressembler... Pour l'endurcir, son père le confie à un ancien ennemi. Il n'imagine pas les conséquences désastreuses que ce choix aura sur Jamère...

### Fils-de-Soldat
Fils de Soldat est le nom de Jamère auprès des Ocellions. Sa première rencontre avec la Femme-Arbre a été provoquée par le chef kidonas. Celui-ci a voulu utiliser Jamère pour détruire la gardienne de la forêt, mais que peut un enfant face à une femme ayant plus d'une centaine d'années d'expérience et ayant accès à une grande source de magie ? Fils de Soldat est la partie que Jamère a laissé auprès de la femme-arbre, et ce malgré lui. Depuis cet épisode Jamère n'a jamais plus été "entier", et plus réellement maître de son destin.

### Espirek Kester
Il est, comme Jamère, deuxième fils d'un militaire anobli, mais moins riche... Son père est mort en héros, et a reçu à titre posthume son titre de noblesse. Sa mère rejetée par sa belle famille, devra se débrouiller seule pour élever ses enfants. Jamère et lui ont les mêmes aspirations : devenir officier de la Cavalla, ils ont également la même idéologie héroïque : droiture, honnêteté et justice ! Il rencontrera grâce à son ami sa future épouse, Epinie, la fille préférée de l'oncle de Jamère.

### Épinie Burvelle Kester
Épinie est la cousine de Jamère, elle possède une sensibilité à la magie et voit les auras. Elle rencontre Espirek Kester par l'intermédiaire de son cousin, tombe amoureuse de lui, et réussit à imposer son choix en tant qu'époux. En effet, sa mère, Madame Burvelle avait de plus grand projet d'alliance pour sa fille aînée, et certainement pas un petit officier issu de la nouvelle noblesse ! Elle sera d'une grande aide pour Jamère, elle le soutiendra et l'aidera de son mieux grâce à son petit pouvoir. Même si sa mère la reniera, elle pourra toujours compter sur son père.

### Lisana
Lisana est le nom de la femme-arbre. Lorsqu'elle était humaine, elle a été choisie par la magie pour devenir l'Opulente de son village. Elle a toujours obéi à la magie, sacrifié sa vie d'humaine, ses espoirs de femme... Lorsqu'elle verra son amant et amour en danger, elle détournera un peu de la magie de la forêt pour sauver Fils de Soldat et donc par la même occasion Jamère.

### Amzil
Amzil a suivi son mari, voleur condamné à la construction de la route du roi. Elle l'a suivi avec ses enfants, malheureusement son mari meurt avant la fin de sa condamnation. Elle se trouve seule avec ses enfants et sans moyen de subsistance au milieu d'un monde hostile. Par nécessité, et pour ses enfants, elle se prostituera de temps en temps en échange de nourriture. Jamère la rencontre et lui demande l'hospitalité pour la nuit en échange de nourriture. Jamais il ne la touchera, mais il sera touché par sa volonté de survie et ses enfants. Il restera un moment avec elle, lui montrera comment attraper du petit gibier, pêcher, etc. Il vit enfin une vie normale, et fait des projets d'avenir... mais la magie se rappellera à lui, et il devra quitter ce petit nid douillet pour poursuivre sa route. Mais avant de partir, il aura touché le cœur d'Amzil, qui aura vu la vraie personnalité de Jamère malgré son physique ingrat.

## Les magies

### La magie des plaines
Cette magie est la magie utilisée par le peuple Kidona, dernier peuple soumis par la Gernie.
C'est une magie qui craint le fer... c'est d'ailleurs cela qui a provoqué la perte des Kidonas.
Mais cette magie a été elle-même volée aux Kidonas par un autre peuple, bien plus fort en magie et qui a poussé les premiers à quitter les montagnes et à vivre dans les plaines.
Cette magie est également utilisée par les gerniens, avec le signe de blocage.

### La magie de la forêt
C'est la magie du Peuple Ocellion. C'est une magie très forte qui choisit certains individus et les emplit de pouvoir... ils deviennent alors des Opulents, ces magiciens sont là pour protéger les Ocellions. Chaque tribu a son Opulent, ce magicien est nourri par les membres de la tribu. Cette magie bloque pour l'instant la construction de la route du roi. Le roi de Gernie veut absolument faire passer cette route à travers la montagne pour atteindre l'océan, mais pour cela il doit détruire presque entièrement la forêt, notamment une zone sacrée qui renferme le savoir du Peuple Ocellion.

### La magie des anciens Dieux
Il y a encore une petite influence des anciens Dieux en Gernie. Le roi a instauré une nouvelle croyance, croyance en un dieu unique et caché, donc pas de représentation de ce dieu de bonté.
Mais il y a encore des gens qui vénèrent les anciens Dieux, qui ont eu aussi du pouvoir et peuvent encore intervenir dans la destinée des personnes. Jamère provoquera même l'un de ses dieux involontairement, Orandula. Cela mènera ce dernier à intervenir dans la vie de Jamère.